# Kids Station
Kids Station (яп. キッズステーション, kizzu sutēshon) — японский детский образовательный телеканал, показывающий мультфильмы и другие анимационные материалы. Среди них такие детские аниме, как Duel Masters. Kids Station также выпускает в ночной эфир некоторые аниме для взрослой аудитории, например, Shadow Star, Абэнобаси: волшебный торговый квартал, Genshiken, Kujibiki Unbalance и Rosario + Vampire. Телеканал был создан 1 апреля 1993 года и вещает с 12 апреля 1993 года по кабельному и спутниковому телевидению.

## Kids Station HD
Kids Station HD — версия этого же канала, ведущая работу в формате HD, и начавшая трансляции 1 октября 2009.
Этот канал обычно транслирует шоу несколько позже других телевизионных сетей, когда большинство из показов этих шоу уже закончено на других каналах. Многие из сериалов показываются поколениями, что позволяет охватить более широкую аудиторию, смотрящую сериалы на этом канале.